# El último verano
El último verano fue una miniserie emitida por Telecinco en 1999, y producida por Globomedia. Fue repuesta en varias ocasiones.
Fue rodada a caballo entre el puerto de San Antonio Abad y la Isla Conejera durante todo el mes de mayo de 1999.

## Argumento
Tres jóvenes van a conocerse en un campamento en la mediterránea isla de Ibiza. Tienen poco que ver entre ellos, pero van a vivir experiencias que recordarán siempre.

## Reparto
El reparto de la serie lo constituyen cinco actores protagonistas que son Yohana Cobo (Idoia), la chica guerrera, el bonachón de Fernando (Javier García Villaraco), la excéntrica Aurora (Rakel González-Huedo) y el ligon de Joaquín (Fernando Cuesta). También intervienen los actores Rodrigo García como Luis, Carlos Ferrer como Toni y Belise Domínguez como Meli.

## Equipo técnico
Dirigida por Alberto Rull, cabe destacar la labor de Constantino M. Aniceto como guionista y la de José Luis Carvalhosa como camerógrafo.

## Capítulos
La serie consta de 5 capítulos emitidos en una sola temporada. 
- La llegada
- Marineros de agua dulce
- La ladrona
- La gran pelea
- La despedida